# Чемпионат Европы по плаванию в ластах 2003
20-й чемпионат Европы по плаванию в ластах прошёл в городе Либерец (Чехия) со 11 по 17 августа 2003 года.

## Медалисты

### Мужчины
| Дисциплина        | Золото                                                                     | Золото   | Серебро                                                                     | Серебро  | Бронза                                                                     | Бронза   |
| ----------------- | -------------------------------------------------------------------------- | -------- | --------------------------------------------------------------------------- | -------- | -------------------------------------------------------------------------- | -------- |
| 50 м, ныряние     | Чезаре Фумарола · Италия                                                   | 15.75    | Эрвен Морис · Франция                                                       | 15.76    | Камил Марсалек · Чехия                                                     | 15.78    |
| 50 м в ластах     | Михаил Пападопулос · Греция                                                | 17.50    | Киммо Корья · Финляндия                                                     | 17.64    | Эрвен Морис · Франция                                                      | 17.71    |
| 100 м в ластах    | Риккардо Галли · Греция                                                    | 38.29    | Киммо Корья · Финляндия                                                     | 38.68    | Игорь Сорока · Украина                                                     | 39.03    |
| 200 м в ластах    | Марко Шольц · Германия                                                     | 1:26.09  | Димитриос Томаис · Греция                                                   | 1:26.26  | Свен Кайзер · Германия                                                     | 1:26.87  |
| 400 м в ластах    | Денеш Канио · Венгрия                                                      | 3:06.55  | Гергей Юхос · Венгрия                                                       | 3:07.91  | Марко Шольц · Германия                                                     | 3:07.93  |
| 800 м в ластах    | Гергей Юхос · Венгрия                                                      | 6:32.54  | Марко Шольц · Греция                                                        | 6:37.90  | Димитриос Томаис · Греция                                                  | 6:40.96  |
| 1500 м в ластах   | Петер Винклер · Венгрия                                                    | 12:47.08 | Фабио Пикки · Италия                                                        | 12:50.46 | Шилард Вильхельм · Венгрия                                                 | 13:02.11 |
| 100 м в акваланге | Александр Полак · Польша                                                   | 35.83    | Эрвен Морис · Франция                                                       | 36.01    | Камил Марсалек · Чехия                                                     | 36.02    |
| 400 м в акваланге | Денеш Канио · Венгрия                                                      | 2:50.24  | Димитриос Томаис · Греция                                                   | 2:52.66  | Александр Полак · Польша                                                   | 2:53.97  |
| 800 м в акваланге | Денеш Канио · Венгрия                                                      | 6:01.49  | Шилард Вильхельм · Венгрия                                                  | 6:04.99  | Фабио Пикки · Италия                                                       | 6:06.72  |
| эстафета 4×100 м  | Риккардо Галли · Чезаре Фумарола · Лоренцо Минисола · Андреа Нава · Италия | 2:35.24  | Киммо Корья · Оливер Хеландер · Сами Сорри · Марко Кольси · Финляндия       | 2:36.28  | Игорь Сорока · Виктор Панев · Дмитрий Шемчук · Александр Личенко · Украина | 2:36.44  |
| эстафета 4×200 м  | Денеш Канио · Гергей Юхос · Дежё Ласло · Петер Винклер · Венгрия           | 5:50.17  | Андреа Нава · Чезаре Фумарола · Стефано Фиджини · Лоренцо Минисола · Италия | 5:52.05  | Мацей Курдек · Павел Шкудларек · Александр Полак · Матеуш Шурмей · Польша  | 5:52.56  |

### Женщины
| Дисциплина         | Золото                                                                      | Золото   | Серебро                                                                    | Серебро  | Бронза                                                                   | Бронза   |
| ------------------ | --------------------------------------------------------------------------- | -------- | -------------------------------------------------------------------------- | -------- | ------------------------------------------------------------------------ | -------- |
| 50 м, ныряние      | Галия Саттарова · Эстония                                                   | 18.22    | Беатрикс Эбдоди · Венгрия                                                  | 18.31    | Николь Маттес · Германия                                                 | 18.62    |
| 50 м в ластах      | Лилла Секей · Венгрия                                                       | 19.97    | Кьяра Милано · Франция                                                     | 20.16    | Кристина Папуциди · Греция                                               | 20.41    |
| 100 м в ластах     | Светлана Дедюх · Россия                                                     | 42.14    | Василиса Кравчук · Россия                                                  | 42.32    | Лилла Секей · Венгрия                                                    | 42.89    |
| 200 м в ластах     | Хайналка Дебрецени · Венгрия                                                | 1:35.10  | Каролин Штут · Германия                                                    | 1:38.00  | Вероника Пинзути · Италия                                                | 1:39.01  |
| 400 м в ластах     | Лаура Лабоди · Венгрия                                                      | 3:28.09  | Хайналка Дебрецени · Венгрия                                               | 3:30.18  | Анна Ди Цельи · Италия                                                   | 3:32.18  |
| 800 м в ластах     | Вероник Квентин · Франция                                                   | 7:17.28  | Лаура Лабоди · Венгрия                                                     | 7:19.03  | Ольга Шляховская · Украина                                               | 7:31.80  |
| 1500 м в ластах    | Вероник Квентин · Франция                                                   | 13:55.55 | Сельваджия Капуто · Италия                                                 | 14:28.93 | Юдит Сомосси · Венгрия                                                   | 14:29.91 |
| 100 м с аквалангом | Сюзан Баркавитс · Германия                                                  | 39.73    | Юлия Семенченко · Украина                                                  | 40.77    | Кристина Папуциди · Греция                                               | 40.84    |
| 400 м с аквалангом | Юлия Семенченко · Украина                                                   | 3:10.07  | Юлия Успенская · Украина                                                   | 3:12.76  | Лаура Лабоди · Венгрия                                                   | 3:13.23  |
| 800 м с аквалангом | Юлия Семенченко · Украина                                                   | 6:44.26  | Лаура Лабоди · Венгрия                                                     | 6:52.85  | Юлия Успенская · Украина                                                 | 6:55.03  |
| Эстафета 4×100 м   | Лилла Секей · Андреа Секей · Виктория Пикали · Хайналка Дебрецени · Венгрия | 2:54.43  | Сандра Пильц · Сюзан Баркавитс · Каролин Штут · Кристина Мюллер · Германия | 2:56.56  | C. Molano · Вероника Пинцути · Клаудио Амметто · Анна Ди Цельи · Италия  | 2:58.41  |
| Эстафета 4×200 м   | Лаура Лабоди · Андреа Секей · Юдит Сомосси · Хайналка Дебрецени · Венгрия   | 6:31.69  | Сандра Пильц · Антье Цвирнер · Кристина Мюллер · Каролин Штут · Германия   | 6:33.09  | Анна Ди Цельи · Вероника Пинцути · Клаудио Амметто · Кира Пунзо · Италия | 6:41.78  |